# レシツァ市電
レシツァ市電（ルーマニア語: Tramvaiul din Reşiţa）は、ルーマニアの都市・レシツァ市内の路面電車。2011年に一度廃止されたが、2024年に新たな路面電車の再開業が実施されている。

## 概要・歴史

### 初代
ルーマニアに位置する鉄鋼業の街・レシツァでは、産業の発展と共に公共交通機関の輸送力不足が大きな問題となっていた。1980年代までレシツァ各地の工場へ向かう労働者の輸送手段としてバスが存在したが、ラッシュ時を中心に混雑が深刻化していた他、頻繁なメンテナンスが必要となっていた事も課題となっていた。一方、1980年代のルーマニアでは、自国の通貨流出を防ぐため海外からの石油の輸入を抑制する方針を取っており、それに合わせて各都市の公共交通機関として路面電車を導入する動きが始まっていた。その中でレシツァ市内にも輸送力の改善のため路面電車を導入する事が決定し、上下水道や地下ケーブル、ガス管の移設、併用軌道が通行する道路の拡張、橋梁の再建などの大規模な都市の再編と共に工事が行われた。
計画は3段階に分けて行われ、まず1987年9月25日に第1段階となる全長19 kmの路線網が営業運転を開始した。続けて第2段階となる全長5.2 kmの路線が1989年5月1日に開通した。当初これらの路線は繋がっていなかったが、最終段階としてバルザバ川を渡る橋梁の改修工事の完成に合わせ、双方の路線を繋ぐ区間の延伸が同年8月23日に実施された。
だが、1980年代以降新設されたルーマニアの路面電車は安価かつ迅速に敷設する事が優先された結果、線路や施設の状態が不十分のまま営業運転を実施する状態となり、他都市の路線と同様にレシツァ市電も停電による運行停止や脱線事故などのトラブルが相次いだ。また、開業に備えて導入された自国産の電車（ティミス2）についても頻繁な故障や騒音が大きな課題となった。その結果ルーマニア革命を経た1994年8月には路線全体が休止する事態に至ったものの、数か月後には一部路線が復旧し、翌1995年2月までには全区間が運行を再開している。
復旧後、1996年からは老朽化した従来の車両を置き換えるためにドイツのドルトムント（ ドルトムント市電）で廃車となった3車体連接車のGT8形電車が21両譲渡された他、2005年にもフランクフルト・アム・マイン（フランクフルト市電）から同じく3車体連接車のN形電車8両の譲渡を受けた。だが、それ以降も路線の状態は悪く、最終的にそれが起因となって路線バスへ置き換える事が決定し、2011年8月27日をもってレシツァ市電は廃止された。

GT8形（2011年撮影）
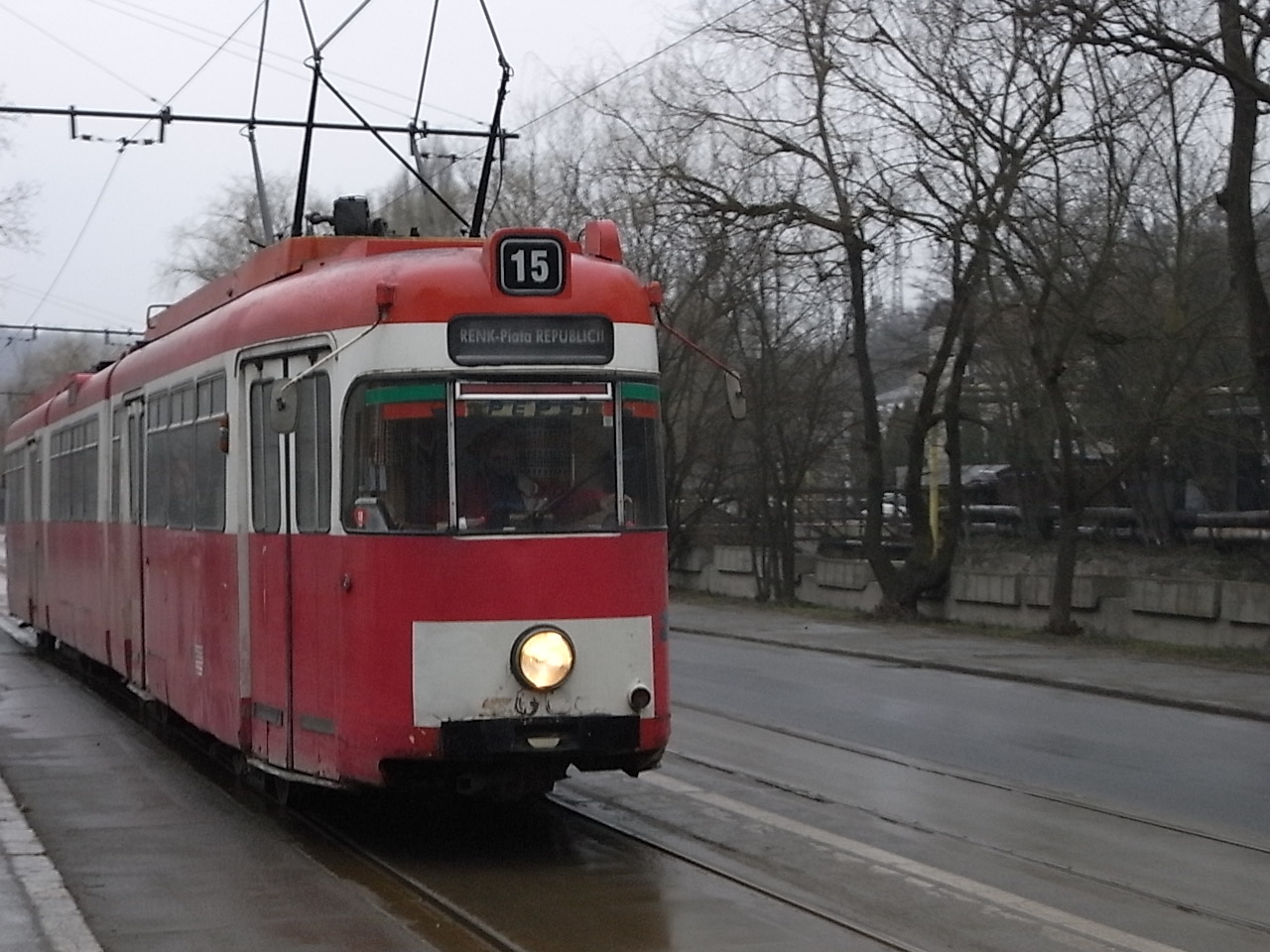
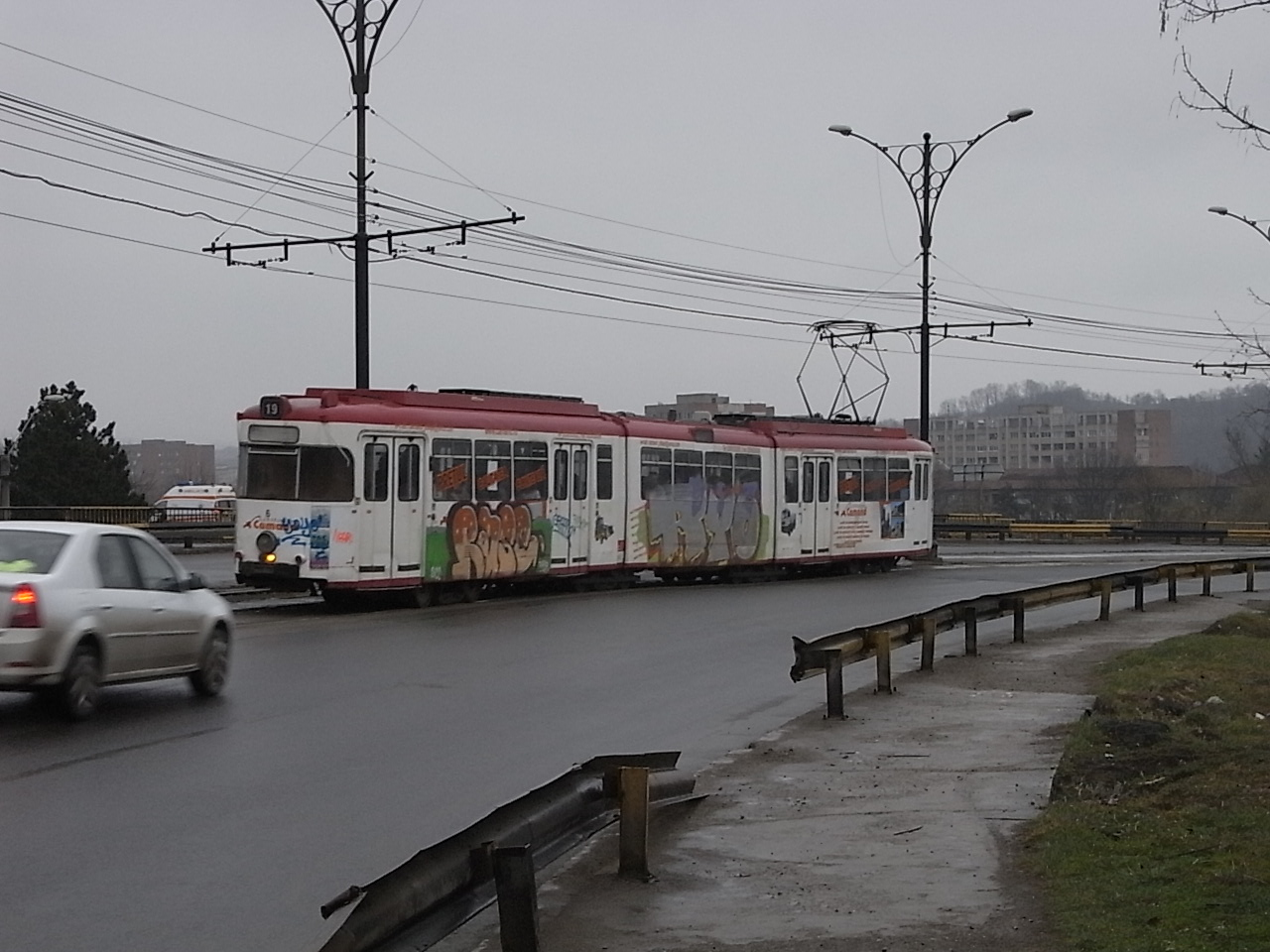
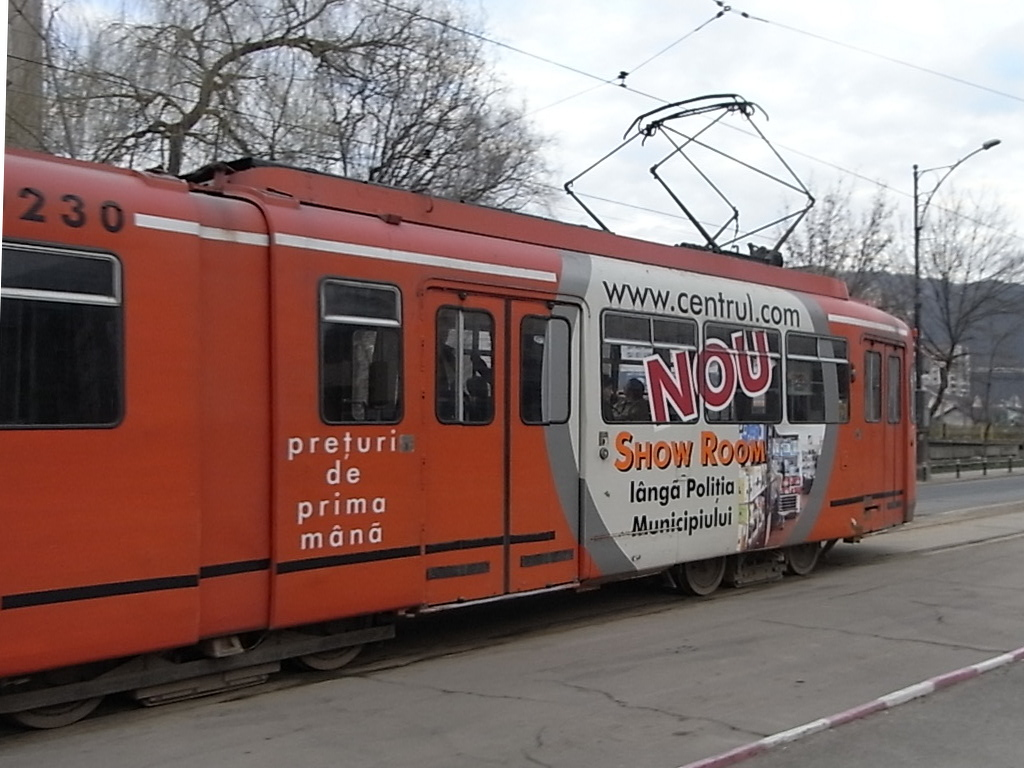
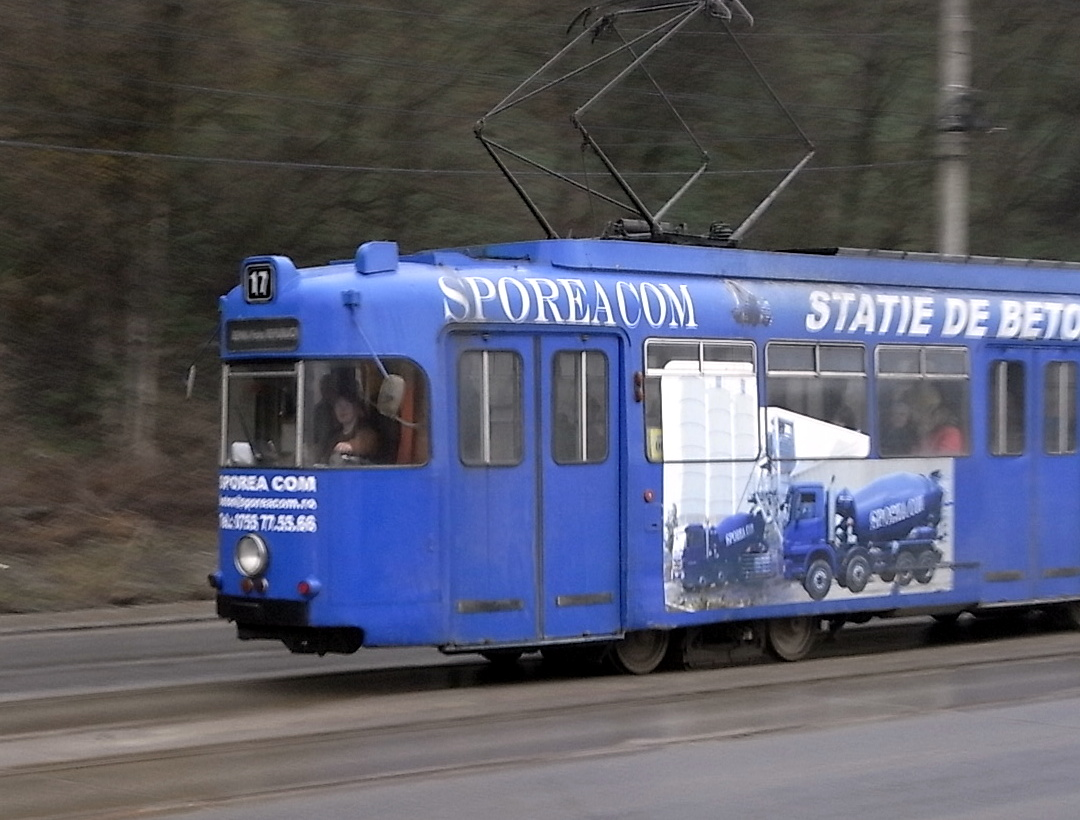

### 二代目
2019年、レシツァ市は道路の混雑解消や公共交通機関の利便性の向上を目的に、市内に路面電車を復活させる計画を発表した。2011年に廃止された全区間の復旧、車両基地の修繕、トルコの鉄道車両メーカーであるダーマズラ（Durmazlar）製の超低床電車（2車体連接車）13両の調達などが計画に含まれており、そのうち車両については2023年から順次搬入が実施された。そして2024年12月1日から地域住民を対象とした仮営業が開始され、同年12月20日から本格的な営業運転が再開されている。必要とする予算については欧州連合からの支援を含め、最低でも7,000万ユーロと見込まれている。